# 尼古拉·隆查尔
尼古拉·隆查尔（羅馬化：Nikola Lončar，1972年5月31日—），塞尔维亚男子篮球运动员，司职得分后卫。他曾代表南联盟参加1996年夏季奥林匹克运动会篮球比赛，获得一枚银牌。